# 四条隆盛 (室町時代)
四条隆盛（しじょう たかもり、応永4年（1397年） - 文正元年（1466年）2月21日）は、室町時代中期の公卿。

## 官歴
- 時期不明：左中将
- 応永31年（1424年）：従三位
- 応永32年（1425年）：参議
- 応永33年（1426年）：越前権守
- 正長元年（1428年）：左衛門督
- 永享元年（1429年）：正三位
- 永享10年（1438年）：権中納言
- 嘉吉2年（1442年）：従二位
- 文安3年（1446年）：権大納言
- 宝徳元年（1449年）：正二位
- 宝徳2年（1450年）：按察使
- 長禄3年（1459年）：従一位

## 系譜
- 父：四条隆直
- 子：四条隆量